# انجمن راکت آمریکا
انجمن راکت آمریکا با نام پیشین انجمن بین سیاره‌ای آمریکا در ۴ آوریل ۱۹۳۰ (میلادی) کار خود را آغاز کرد.

## تاریخچه

### پیدایش
این انجمن توسط چند نویسنده علمی–تخیلی به نام‌های جرج ادوارد پندری، دیوید لاسر، لارنس منینگ، و دیگران پایه‌گذاری شد. اعضای انجمن، آزمایش‌های راکتی خود را در ایالت‌های نیویورک و نیوجرسی آغاز کردند. انجمن بین سیاره‌ای آمریکا کارهای پیشرویی در آزمایش و طراحی قطعات لازم برای موشک با سوخت مایع انجام دادند. چند آزمایش پرتاب موفق آنها با خانواده راکت ای‌آراس در آن هنگام یکی از راه‌های رسیدن به برنامه فضایی آمریکا بود. در ۶ آوریل ۱۹۳۴ (میلادی) نام انجمن به "انجمن راکت آمریکا" تغییر کرد.

### جایزه
در ۱۹۳۶ (میلادی) به دلیل آزمایش‌های پیشرو موشک با سوخت مایع، انجمن راکت آمریکا و یکی از اعضای آن به نام آلفرد آفریکانو برنده جایزه رپ-هیرش از سوی انجمن ستاره‌شناسی فرانسه شدند.

### افزایش اعضا
با تامین بودجه "برنامه هوای بالایی" از سوی حکومت فدرال ایالات متحده آمریکا شمار اعضای انجمن در دهه ۱۹۵۰ (میلادی) به سرعت افزایش یافت. در پایان آن دهه، شمار اعضای انجمن به بیش از ۲۱،۰۰۰ عضو رسید.

### انحلال
در اوایل سال ۱۹۶۳ (میلادی) انجمن راکت آمریکا با سازمان علوم هوافضا تلفیق شد تا انستیتو آمریکایی هوانوردی و فضانوردی پدید آید.

## انتشارات
ژورنال انجمن راکت آمریکا بین ۱۹۴۵ (میلادی) تا ۱۹۵۳ (میلادی) منتشر می‌شد.